# Pseudoderopeltis diluta
Pseudoderopeltis diluta es una especie de cucaracha del género Pseudoderopeltis, familia Blattidae.

## Distribución
Esta especie se encuentra en Namibia, Sudáfrica, Botsuana, Zimbabue y Zambia.